# Pachydactylus visseri
Pachydactylus visseri — вид геконоподібних ящірок родини геконових (Gekkonidae). Мешкає в Намібії і Південно-Африканській Республіці.

## Поширення і екологія
Pachydactylus visseri мешкають на кордоні Намібії і ПАР, в нижній течії річок Оранжева і Фіш-Рівер, зокрема в транскордонному парку Аї-Аїс-Ріхтерсвелд. Вони живуть в тріщинах серед скель та в сухих чагарникових заростях в долинах річок. Зустрічаються на висоті від 200 до 1000 м над рівнем моря. Ведуть нічний спосіб життя, шукають їжу на землі та на поверхні скель. Відкладають яйця.